# Морозов Максим Алентинович
Максим Алентинович Морозов (нар. 28 вересня 1978, Керч) — український футболіст, що грав на позиції півзахисника.
Виступав, зокрема, за команди «Шахтар-2» (Донецьк), «Явір-Суми» та «Міка».

## Ігрова кар'єра
У дорослому футболі дебютував 1995 року виступами за команду клубу «Портовик» (Керч), у складі якої взяв участь лише у 6 матчах чемпіонату.
Своєю грою за цю команду привернув увагу представників тренерського штабу клубу «Шахтар-2» (Донецьк), до складу якого приєднався 1995 року. Відіграв за дублерів донецького клубу наступні три сезони своєї ігрової кар'єри. Більшість часу, проведеного у складі другої команди «Шахтаря», був основним гравцем команди.
1998 року уклав контракт з клубом «Явір-Суми», у складі якого провів наступні два роки своєї кар'єри.
З 2000 по 2008 рік грав у Росії, Білорусі, Литві та Вірменії — у складі команд клубів «Металург» (Липецьк), «Металург» (Красноярськ), «Салют-Енергія», «Факел» (Воронеж), «Дарида», «Міка», «Атлантас» та «Металург-Кузбас».
2009 року повернувся до вірменського клубу «Міка», за який відіграв ще 2 сезони. Завершив професійну кар'єру футболіста виступами у 2011 році